# Československá basketbalová liga 1952
Mistrovství Československa v basketbalu 1952 bylo v Československu nejvyšší ligovou basketbalovou soutěží mužů, v ročníku ligy hrálo 8 družstev, z toho 2 ze Slovenska. Titul  mistra Československa získala Pedagogická Fakulta Brno, Pedagogická Fakulta Praha  skončila na 2. místě a Zbrojovka Brno na 3. místě. V Brně navíc první dvě družstva Pedagogická Fakulta Brno a Pedagogická Fakulta Praha hrála rozhodující utkání, jehož konečný výsledek byl 38:34.
Konečné pořadí 1952:

1. Pedagogická Fakulta Brno (mistr Československa 1952) - 2. Pedagogická Fakulta Praha - 3. Zbrojovka Brno - 4. Zdravotník  Bratislava - 5. ATK Praha - 6. Náuka Bratislava - 7. Statní Fakultní Nemocnice Praha - 8. Spartak Praha Sokolovo

## Systém soutěže
- Všech 8 družstev hrálo jednokolově každý s každým, každé družstvo 7 zápasů. První dvě družstva hrála rozhodující utkání o titul.

## Mistrovství Československa v basketbalu 1952
| Poř. | Tým                       | Z | V | P | Skóre   | Body |
| ---- | ------------------------- | - | - | - | ------- | ---- |
| 1.   | Pedagogická fakulta Brno  | 7 | 6 | 1 | 422:350 | 12   |
| 2.   | Pedagogická fakulta Praha | 7 | 6 | 1 | 407:347 | 12   |
| 3.   | Zbrojovka Brno            | 7 | 4 | 3 | 362:319 | 8    |
| 4.   | Zdravotník Bratislava     | 7 | 4 | 3 | 336:334 | 8    |
| 5.   | ATK Praha                 | 7 | 3 | 4 | 332:342 | 6    |
| 6.   | Náuka Bratislava          | 7 | 2 | 5 | 308:367 | 4    |
| 7.   | Státní FN Praha           | 7 | 2 | 5 | 288:381 | 4    |
| 8.   | Spartak Praha Sokolovo    | 7 | 1 | 6 | 315:343 | 2    |

## Sestavy (hráči, trenéři) 1952
- Pedagogická fakulta Brno: Jan Kozák, Lubomír Kolář, Zdeněk Bobrovský, Radoslav Sís, Grulich, Touš, Ševčík. Trenér Lubomír Dobrý
- Pedagogická fakulta Praha: Jaroslav Šíp, Jiří Baumruk, Zdeněk Rylich, Krafek, Kotál, Cingroš. Trenér František Stibitz
- Zbrojovky Brno A: Ivo Mrázek, Jaroslav Tetiva, Linke, Babák, Helan, Chlup. Trenér L. Polcar
- Zdravotník Bratislava: Eugen Horniak, Miloš Bobocký, Rudolf Stanček, Josef Křepela, Milan Maršalka, Mašek, Tiso, Zvolenský, Kluvánek, Cimra, Štepánek. Trenér Handzo
- ATK Praha: Jindřich Kinský, Jiří Matoušek, Zoltán Krenický, Miloslav Kodl, Skronský, Douša, Novák, Heger, Adamus, Soudský, Teplý. Trenér Vančura
- Náuka Bratislava: Ján Hluchý, Dušan Lukášik, Gustáv Herrmann, Justin Zemaník, Tarek, Lukáč, Horňák, Mihál, Drgoň, Likavec, Hlavatý, Veselý . Trenér Gustáv Herrmann,
- Statní Fakultní Nemocnice Praha: Král, Franc, Kadeřabek, Nouzecký, D. Ozarčuk, Kvapil, Šťastný, Schwarzkopf. Trenér Mužík
- Sparta Praha:  Miroslav Škeřík, Josef Ezr, Václav Krása, Miroslav Baumruk, Kocourek, Pokorný, Ulrich, Sedláček, Hora. Trenér Josef Ezr

## Zajímavosti
- Československo na Olympijských hrách v srpnu 1952 Helsinky mezi 23 družstvy skončilo na 10. místě, když hrálo ve sestavě:  Ivo Mrázek 66 bodů /3 zápasy, Jaroslav Šíp 32 /3, Miroslav Škeřík 16 /3, Lubomír Kolář 13 /2, Jan Kozák 12 /3, Eugen Horniak 8 /3, Jiří Baumruk 4 /2, Jiří Matoušek 4 /3, Josef Ezr 3 /1, Zdeněk Bobrovský 2 /1, Miloslav Kodl 1 /2, Zdeněk Rylich 0 /2, Miroslav Baumruk, Jaroslav Tetiva,  celkem 161 bodů ve 3 zápasech (1-2). Trenér: Josef Fleischlinger. Konečné pořadí: 1. USA, 2. Sovětský svaz, 3. Uruguay, 4. Argentina.
- V roce 1952 došlo k změnám v organizaci tělovýchovy a sportu a ke změnám názvů sportovních klubů, jednot a oddílů, jako byly například Slovan Orbis Praha (Sokol Pražský), Tesla Strašnice (Sokol Žižkov), Pedagogická Fakulta Brno (Slavia), Stavoprojekt Žabovřesky (Sokol), Zdravotník Bratislava (NV ), Náuka Bratislava (VŠ).